# Haydnovy hudební slavnosti
Haydnovy hudební slavnosti jsou hudební festival, který se začal v roce 1993 konat na zámku v Dolní Lukavici a v  nedalekých pamětihodnostech na jižním Plzeňsku.

## Historie
Slavnosti vznikly v roce 1993 a jsou nejdéle trvající přehlídkou staré hudby v Česku. Festival vznikl zejména jako připomínka prvního profesionálního angažmá skladatele Josepha Haydna u hrabat z Morzinu na zámku v Dolní Lukavici v letech 1757–1761.
Festival bývá zahajován v komorním prostředí kostela sv.Petra a Pavla v  Dolní Lukavici. Zahájení 28. ročník HHS 2020 proběhlo - pro velký zájem publika - netradičně v zámku Nebílovy.  Tradičními festivalovými místy jsou                        kostel svatého Petra a Pavla v Dolní Lukavici (zámek Dolní Lukavice je již řadu let nepřístupný), zámek Nebílovy, zámek Hradiště, Přeštice, Vícov, zámek Příchovice, klášter Chotěšov,  zámek Lužany, klášter Štěnovice, zámek Kozel, Nezdice, Letiny, Dobřany a město Plzeň.
Zakladatelé a přední organizátoři: Václav Kvídera, Dagmar Páclová, Petr Šefl, Karel Friesel, Josef Netrval, Andreas Kröper, Petr Fiala, Tomáš Štern, Vladimír Bako, Michaela Freemanová, Milan Fiala. Hudebním dramaturgem je Vít Aschenbrenner.

## Interpreti
Festival již mj. uvedl tyto interprety: Musica Florea, Ensemble Inégal, Orchestr Konzervatoře Plzeň, Schola Gregoriana Pragensis, Vilém Veverka, Julie Braná, Edita Keglerová, Kateřina Englichová, Petr Hejný,  Alena Tichá, Věra Bartoníčková, Kateřina Ghannudi, Monika Knoblochová, Jiří Hošek, Petr Wagner, Přemysl Vacek, Jakub Michl, Lucie Rozsnyó, Miroslav Študent, Andrea Široká, Petr Vít, Jakub Kydlíček, Michaela Bieglerová, Martin Kaplan, Josef Fiala, Alena Hönigová, Musica Aeterna, Enemble Cinque Tarli, Irena Troupová, Kamila Mazalová, Schola Gregoriana Pragensis, Collegium Marianum, Ivana Bilej Brouková, Jana Steidl Kindernayová, Michal Novenko, Philharmonia Octet Prague, Pražské klasicistní trio, Česká píseň, Gontrassek, Jiří Štrunc, Peter Holtslag, Melusine Srovnal, Jaroslav Tůma, Lucie Sedláková Hůlová, Pavel Farský, Rejchovo kvarteto a další.